# Paseky (Proseč)
Paseky je malá vesnice, část obce Proseč v okrese Chrudim. Nachází se asi 2 km na jih od Proseče. V roce 2015 zde bylo evidováno 56 adres. Trvale zde žije 59 obyvatel.
Paseky leží v katastrálním území Paseky u Proseče o rozloze 6,71 km².

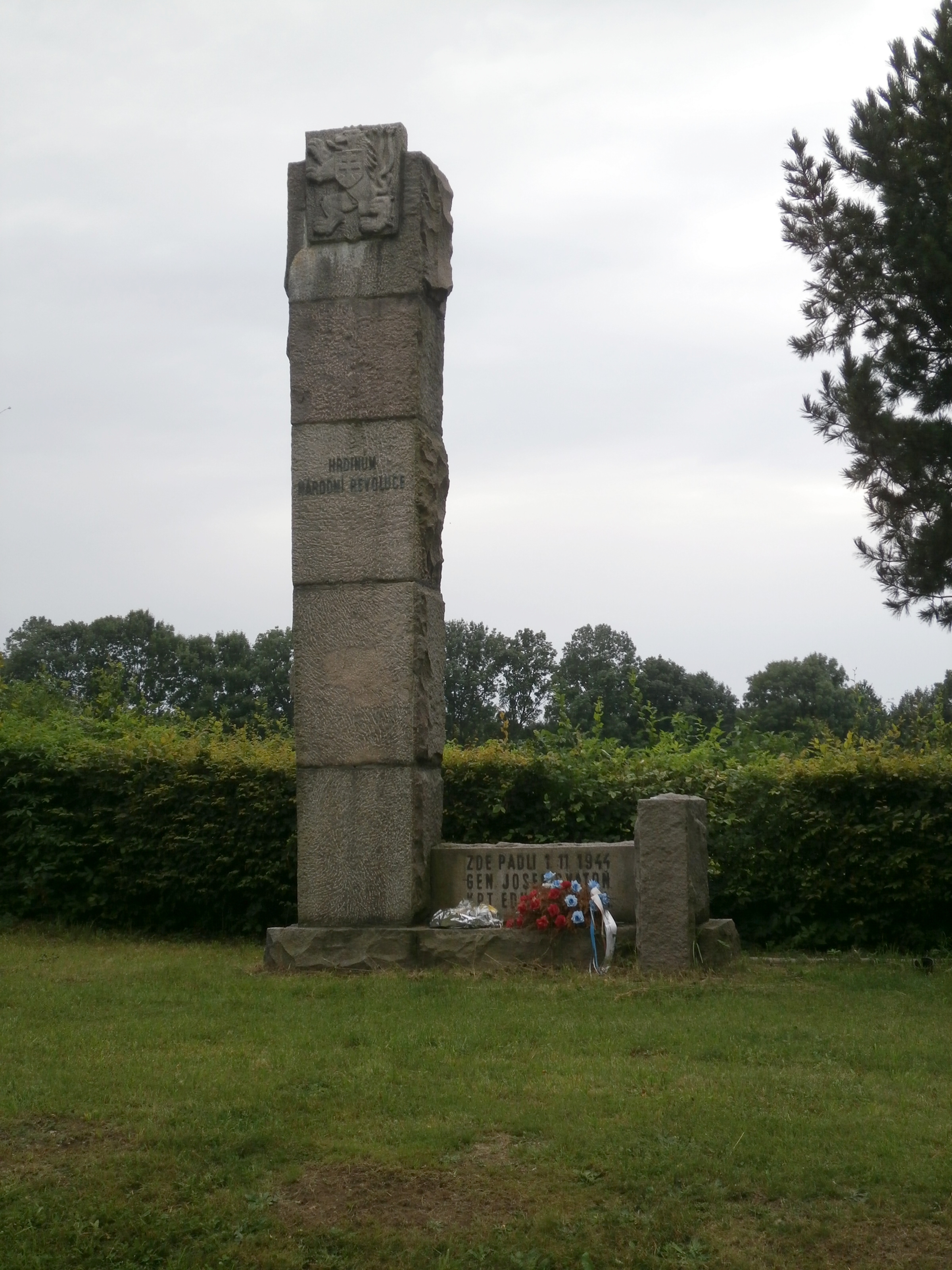
Pomník generála Josefa Svatoně a kapitána Eduarda Sošky je chráněn jako kulturní památka